# Loona
Loona (стилизовано као LOOΠΔ) је јужнокрејска група формирана од стране Blockberry Creative-а. Као цео ансамбл од дванаест чланица дебитовале су у августу 2018. године. 
Пројекат Луна је започет у октобру 2016. године, и трајао је осамнаест месеци, током којих су чланице периодично откриване јавности, у складу са корејским именом групе Идаруи Сонјо (이달의 소녀), што значи "Девојка месеца".

## Историјат

### 2016–2018: Почетак пројекта и деби
Blockberry Creative је 2. октобра 2016. најавио нову женску групу, која ће имати осамнаестомесечни пред-дебитантски пројекат. Од октобра 2016. до јануара 2017. четири чланице су откривене (Хиђин, Хјунђин, Хасул, и Јођин); свака чланица је објавила по један соло албум, који је садржао главни сингл и још једну песму коју изводи још једна од чланица. У марту 2017. је састављена прва подгрупа, Луна 1/3, чије су четири чланице Хјунђин, Хиђин, Хасул, и нове чланице Виви. Луна 1/3 је објавила свој ЕП Love & Live и истоимени сингл 13. марта 2017, са телевизијском промоцијом на програмуInkigayo, Објавиле су нову верзију албума, под именом Love & Evil, 27. априла.
Од априла до Јула 2017, Виви, Ким Лип, Ђинсол, и Чери су објавиле своје соло албуме, пратећи образац "Девојке месеца". Друга подгрупа, Луна Odd Eye Circle, чије су чланице Ким Лип, Ђинсол и Чери, је свој ЕП Mix & Match објавила 27. септембра 2017, и почела са сојим промоцијама на M Countdown. Енглеска верзија песме "Loonatic" је објављена 23. октобра, која је 31. октобра праћена новом верзијом албума, названог Max & Match, који је укључио још три нове песме.
Од новемра 2017. до јануара 2018, објављени су соло сингл албуми чланица Ив, Чу, и Го Вон. У марту 2018. је објављен и сингл албум последље чланице, Оливије Хе. 30. маја је последња подгрупа, Луна yyxy, дебитовала са ЕП-ем Beauty & the Beat и синглом "love4eva".
7. августа 2018, група је објавила дигитални сингл "Favorite", први пут са свих дванаест чланица; спот за песму се фокусирао на кореографију.

### 2018–2019: Деби са[+ +];[X X], and#
Њихов први ЕП [+ +] је изашао 20. августа 2018. Други ЕП [X X] је објављен 19. фебруара 2019, заједно са новим синглом "Butterfly".
13. децембра, група је објавила песму "365" као захвалница фановима.
Петог фебруара 2020. је објављен трећи ЕП #.

### 2020-2021: ЕП [12:00], [&], Синглови "Not Friends", "World is One 2021" и Јапански деби
Њихов ЕП [12:00] изашао је 19. октобра 2020. са главном песмом по имену "Why Not". 28. јуна 2021. објављен је 4. ЕП под називом [&] са главном песмом именованом "PTT (Paint The Town)" која је завршила 4. на "ITunes Worldwide" листи песама. Сингл "Not Friends" изашао је  3. септембра 2021. којег су певале Ким Лип, Хиђин, Ђинсол и Ив кога је продуцирао Рајан Ђун. 15. септембра 2021. изашла је песма од Чу и Ким Џохан-на под називом "World is One 2021".
Група Лоона је 17. септембра 2021. објавила промотивни видео за Јапански деби, где се види како свих 12 чланица трче негде, а спот за главну песму Јапанског дебија "Hula Hoop" изашао је 15. октобра 2021. Њихов Јапански деби албум се зове: “HULA HOOP / StarSeed -Kakusei-”

## Чланови
Са њиховог Naver профила (од најстарије до најмлађе):
- Виви (비비)
- Ив (이브)
- Ђинсол (진솔)
- Хасул (하슬) – предводник групе[30]
- Ким Лип (김립)
- Чу (츄)
- Хиђин (희진)
- Хјунђин (현진)
- Го Вон (고원)
- Жери (최리)
- Оливија Хе (올리비아 혜)
- Јођин (여진)

### Подгрупе
- Луна 1/3 (이달의 소녀 1/3) – Хасул (вођа подгрупе[31]), Виви, Хиђин, Хјунђин[32]
- Луна Odd Eye Circle (이달의 소녀 오드아이써클) – Ким Лип (вођа подгрупе[33]), Ђинсол, Чери[34]
- Луна yyxy (이달의 소녀 yyxy, youth youth by young) – Ив (вођа подгрупе), Чу, Го Вон, Оливија Хе[35]

## Награде и номинације

### корејске
| Година                       | Награда                                | Добитник | Резултат   | Реф.   |
| ---------------------------- | -------------------------------------- | -------- | ---------- | ------ |
| Asia Artist Awards           |                                        |          |            |        |
| 2018                         | Most Popular Artists (Singer) – Top 50 | Луна     | Номинација |        |
| 2019                         | Popularity Award (Girl group)          | Луна     | Освојено   |        |
| 2019                         | Focus Award (Singer)                   | Луна     | Освојено   |        |
| Golden Disc Awards           |                                        |          |            |        |
| 2019                         | Rookie Artist Award                    | Луна     | Номинација |        |
| 2019                         | Popularity Award                       | Луна     | Номинација |        |
| Korea First Brand Awards     |                                        |          |            |        |
| 2019                         | Most Anticipated Female Rookie Idol    | Луна     | Освојено   | [ 36 ] |
| Genie Music Awards           |                                        |          |            |        |
| 2018                         | The Top Artist                         | Луна     | Номинација | [ 37 ] |
| 2018                         | The Female New Artist                  | Луна     | Номинација | [ 37 ] |
| 2018                         | Genie Music Popularity Award           | Луна     | Номинација | [ 37 ] |
| 2019                         | The Top Artist                         | Луна     | Номинација | [ 38 ] |
| 2019                         | The Female New Artist                  | Луна     | Номинација | [ 38 ] |
| 2019                         | Genie Music Popularity Award           | Луна     | Номинација | [ 38 ] |
| 2019                         | Global Popularity Award                | Луна     | Номинација | [ 38 ] |
| Melon Music Awards           |                                        |          |            |        |
| 2018                         | Best New Artist (Female)               | Луна     | Номинација |        |
| Mnet Asian Music Awards      |                                        |          |            |        |
| 2018                         | Best New Female Artist                 | Луна     | Номинација |        |
| 2018                         | Artist of the Year                     | Луна     | Номинација |        |
| Seoul Music Awards           |                                        |          |            |        |
| 2019                         | New Artist Award                       | Луна     | Номинација |        |
| 2019                         | Popularity Award                       | Луна     | Номинација |        |
| 2019                         | Hallyu Special Award                   | Луна     | Номинација |        |
| Soribada Best K-Music Awards |                                        |          |            |        |
| 2019                         | Performance Award                      | Луна     | Освојено   |        |
| MTN Ad Festival Awards       |                                        |          |            |        |
| 2019                         | Commercial Star Rookie                 | Луна     | Освојено   | [ 39 ] |

### међународне
| Година                  | Награда            | Добитник | Резултат   | Реф.   |
| ----------------------- | ------------------ | -------- | ---------- | ------ |
| MTV Europe Music Awards |                    |          |            |        |
| 2018                    | Best Korean Act    | Луна     | Освојено   |        |
| BreakTudo Awards        |                    |          |            |        |
| 2019                    | K-pop Female Group | Луна     | Номинација | [ 40 ] |